# Gaston Milian
Gaston Auguste Milian (Vitry-le-François, 2 ottobre 1871 – Parigi, 27 luglio 1945) è stato un medico, dermatologo e sifilologo francese.
Nel 1894 divenne esterno agli ospedali di Parigi, lavorando in particolare come assistente di Ernest Besnier. Nel 1906 fu nominato medico ospedaliero e successivamente prestò servizio come capo dipartimento (chef de service) presso l'Hôpital Saint-Louis di Parigi. Nel 1929/30 fu presidente della Société française de dermatologie Nel 1938 divenne membro dell'Académie nationale de médecine.
Nel 1925 fondò la rivista “Revue française de dermatologie et de vénéréologie” ("Rivista Francese di Dermatologia e Venereologia").

## Termini medici
- "Eritema di Milian" (termine storico): noto anche come "eritema del nono giorno"; un'eruzione non tossica che ricorda il morbillo o un eritema neonatale . Di solito si verifica il nono giorno di un ciclo di farmaci. È stato originariamente descritto come una reazione al trattamento con arsenico della sifilide.[3]
- "Soluzione di Milian": soluzione di violetto di genziana e verde di metile in alcool.[4]
- "Segno dell'orecchio di Milian": segno medico utilizzato per distinguere tra cellulite ed erisipela che colpiscono l'orecchio. Poiché il padiglione auricolare è privo di derma e grasso sottocutaneo, la diagnosi di cellulite è meno probabile poiché coinvolge strutture così profonde.

## Opere selezionate
Insieme a Ferdinand-Jean Darier, Henri Gougerot e Raymond Sabouraud, ha contribuito alla "Nouvelle pratique dermatologique" in 8 volumi. Altri impegnativi scritti degni di nota di Milian comprendono:
- La Réactivation biologique de la réaction de Wassermann, 1911 – Riattivazione biologica rispetto alla reazione di Wassermann.
- Traitement de la syphilis par le 606 (précautions et dosis), 1912 – Trattamento della sifilide con arsfenammina: (dosi e precauzioni).
- Traitement de la syphilis par le 606 : azione, posologie, tecnica, 1914 – Trattamento della sifilide con arsfenammina: azione, dosaggio, tecnica.
- Le Chancre mou, sintomatologia, complicanze, diagnostica, traitement, 1931 – L'ulcera molle, sintomi, complicazioni, diagnosi, trattamento.
- La sifilide occulta, 1944.
- Les contagios de la syphilis: contatti - hérédité - réinfectio - guérison, 1945 – Il contagio della sifilide: contatti, ereditarietà, reinfezione, guarigione.[5]